# نیمه‌سنجاقک
نیمه‌سنجاقک (نام علمی: Epiophlebia) نام یک سرده از زیرراسته آسیابک است.